# Maria Strøm Nakstad
Maria Strøm Nakstad (* 17. Dezember 1991) ist eine norwegische Skilangläuferin.

## Werdegang
Nakstad erreichte im November 2013 mit Platz elf über 10 km Freistil in Vuokatti ihr erstes Top-15-Resultat im Scandinavian Cup; im Februar 2014 gelang ihr in Madona in derselben Disziplin mit Rang fünf ihr erster Top-5-Platz. Am 12. Dezember 2014 gewann sie im Rahmen des Scandinavian Cup das 10-km-Freistil-Rennen in Lillehammer. Am 20. Dezember 2014 startete Nakstad in Davos erstmals im Skilanglauf-Weltcup und erzielte mit Rang 21 über 10 km Freistil ihre ersten Weltcuppunkte. In der Saison 2015/16 kam sie bei sieben Einzelteilnahmen im Weltcup, fünfmal in die Punkteränge und erreichte den 59. Platz im Gesamtweltcup. Im Scandinavian Cup siegte sie in Vuokatti und in Östersund jeweils über 10 km Freistil und errang den zehnten Platz in der Gesamtwertung des Scandinavian Cups. Im März 2016 gewann sie das Storlirennet in Meråker über 36 km Freistil.

## Siege bei Continental-Cup-Rennen
| Nr. | Datum             | Ort         | Disziplin                      | Serie            |
| --- | ----------------- | ----------- | ------------------------------ | ---------------- |
| 1.  | 12. Dezember 2014 | Lillehammer | 10 km Freistil Individualstart | Scandinavian Cup |
| 2.  | 13. Dezember 2015 | Vuokatti    | 10 km Freistil Individualstart | Scandinavian Cup |
| 3.  | 8. Januar 2016    | Östersund   | 10 km Freistil Individualstart | Scandinavian Cup |